# زیردریایی یو-۳۱۱
زیردریایی یو-۳۱۱ (به انگلیسی: German submarine U-311) یک زیردریایی بود که طول آن ۶۷٫۱ متر (۲۲۰ فوت ۲ اینچ) بود. این زیردریایی در سال ۱۹۴۳ ساخته شد.